# Constitution du Texas
Lire en ligne

Sur le site législatif du Texas : (en) Texte consolidé

Constitution de 1869
La Constitution du Texas (anglais : Constitution of the State of Texas) est un texte qui décrit l'organisation des pouvoirs au Texas (États-Unis). Il ne s'agit pas du premier texte constitutionnel du Texas.
Elle est entrée en vigueur le 15 février 1876.